# Skrickerum (naturreservat)
Skrickerum är ett naturreservat i Valdemarsviks kommun i Östergötlands län.
Området är naturskyddat sedan 2011 och är 115 hektar stort. Reservatet omfattar höjder, mindre våtmarker och några små sjöar/tjärnar. Reservatet består av barrskog och sumpskog.